# Дельфос (Канзас)
Дельфос (англ. Delphos) — город штата Канзас, округа Оттава.
Был основан в 1867 году двумя братьями — Дэном и Леви Йоки (англ. Levi and Dan Yockey).
По состоянию переписи 2010 года население города составляло 359 человек.

## География
Дельфос имеет площадь 1,66 км² (0,64 квадратных мили): земля — 1,61 км² (0,62 квадратных мили) и вода — 0,05 км² (0,02 квадратных мили). Расположен на реке Соломон, в шести милях к западу от американской трассы U.S. Route 81.

## Известные люди
- Беделл, Грейс — девочка, написавшая письмо президенту США Аврааму Линкольну. По этому поводу в Дельфосе установлен монумент[2], на котором имеются две таблички с письмом Линкольну и его ответом[3].